# Tragána (Messénie)
Tragána, en grec moderne : Τραγάνα, est un village du dème de Triphylie, district régional de Messénie, en Grèce.
Selon le recensement de 2011, la population du village s'élève à 98 habitants.